# Chiesa di Sant'Anna (Villarosa)
La chiesa di Sant'Anna è un antico edificio religioso, ormai ridotto a rudere, situato nella contrada di Sant'Anna a tre chilometri a sud di Villarosa, in Sicilia.  La chiesetta, costruita nel 1676, è ridotta ormai a un rudere ed è costituita da soltanto tre pareti esterne. L'immagine sacra della cappella di Sant'Anna si trova oggi nella chiesa di San Giacomo. Un'altra cappella di Sant'Anna era situata sulla collina ad est della contrada San Giuseppe, costruita nel 1782. Intorno si svolgeva una festa campagnola.
La festa di sant'Anna si festeggiava la prima domenica di settembre nella contrada Sant'Anna dove - così scriveva Vincenzo De Simone - "all'ombra del palazzo ducale i Bellarosani affogano le pene di un anno in un'ora di fuggevole ebbrezza". Questa celebrazione mostrava "tutto il colore di un baccanale pagano con suoni e danze, crapule e libamenti". Nel cortile del palazzo Sant'Anna si presentavano tavoli con salsicce arrostite e vino.
Si celebrava con la corsa del Palio e si giocava; l'orchestra suonava, mentre si festeggiava la festa religiosa nella chiesa di Sant'Anna - ormai un rudere. La statua di sant'Anna della chiesa di Sant'Anna si trova oggi nella chiesa di San Giacomo.
Fino agli anni 40 si faceva una processione alla chiesetta di Sant'Anna per chiedere la pioggia per la campagna.